# Bombardements de La Garriga
Guerre d'Espagne
Les bombardements de La Garriga sont une opération militaire de la guerre d'Espagne. Ils ont été réalisés les 28 et 29 janvier 1939, lors de l'offensive de Catalogne, menée par les troupes nationalistes contre les effectifs républicains, dans la petite ville de La Garriga, au nord de Barcelone. Ils causèrent la mort de 13 civils.

## Contexte
Le 26 janvier 1939, le corps d'armée de Navarre, des unités marocaines et la division italienne Littorio occupaient Barcelone. L'aviation italienne et la légion Condor menèrent alors plusieurs opérations de bombardement sur les villes autour de Barcelone. Le 28, les nationalistes entraient dans Granollers, mais ne purent pousser plus loin, se contentant de mettre la main sur chacun des villes du plateau de Llerona, sauf La Garriga. 
Ce village, stratégiquement situé, servait de porte naturelle entre la comarque plus septentrionale d'Osona et la plaine méridionale du Vallès. Elle n'avait cependant jamais abrité d'unités militaires ni servi d'usines fonctionnant pour l'industrie de guerre. La population était passée, depuis le début du conflit, de 3 048 habitants à quelque 8 000 à 10 000 résidents à la fin de l'année 1938. La plupart des nouveaux résidents étaient des réfugiés qui fuyaient les combats ou les bombardements, qui avaient déjà touché Barcelone et Granollers, mais aussi des blessés en convalescence et des enfants venus de toute l'Espagne, de Madrid et du Pays basque en particulier.
La Garriga avait donc été en grande partie épargnée par le conflit, et depuis que les troupes d'Enrique Líster avaient traversé le village pour fuir plus au nord, la population s'attendait à l'entrée des forces nationalistes.

## Bombardements
Dans la nuit du 28 janvier, La Garriga fut visée par une première vague de bombardements, dus à 10 avions Savoia-Marchetti italiens. Le lendemain, une nouvelle vague de bombardements frappa la ville. Les bombes détruisirent les bâtiments au croisement de la route de Barcelone à Vic avec la route de L'Ametlla del Vallès, ainsi que la gare, qui fut complètement ravagée.
Une bombe, au moins, tomba au cœur de la petite ville, au croisement de la rue Figueral et de la rue Banys. Elle causa de graves dégâts. Le total des pertes s'éleva à 13 morts, dont sept enfants. Huit des victimes étaient des habitants de La Garriga, les cinq autres étant des réfugiés.

## Conséquences
Le 1er février, les troupes nationalistes entrèrent dans la ville de La Garriga. La population ne sortit pas des maisons pour les accueillir.
De nos jours, il est possible de visiter un abri anti-aérien près de la gare, dans le cadre de visites organisées.